# Искрисковщина
Искрисковщина (укр. Іскрисківщина) — село,
Искрисковщинский сельский совет,
Белопольский район,
Сумская область,
Украина.
Код КОАТУУ — 5920683501. Население по переписи 2001 года составляло 646 человек. В 2024 году население составляло 38 человек.
Является административным центром Искрисковщинского сельского совета, в который, кроме того, входят сёла
Бессаловка,
Нескучное,
Рогозное и
Соляники.

## Географическое положение
Село Искрисковщина находится на правом берегу реки Волфа,
выше по течению на расстоянии в 1,5 км расположено село Будки,
ниже по течению на расстоянии в 2 км расположено село Бессаловка.
Река в этом месте пересыхает.
По селу протекает пересыхающий ручей с запрудами.
Примыкает к селу Сорокино.
На расстоянии в 1 км проходит граница с Россией.
Рядом проходит железная дорога, станция Платформа 312 км.

## История
- В 1745 году деревня Скрицковщина обрела статус села в связи с постройкой Варваровской церкви[4].

## Экономика
- ООО «Искра».

## Объекты социальной сферы
- Детский сад.
- Школа.
- Профессионально-техническое училище № 38.
- Дом культуры.